# Salon de Bruxelles de 1881
Le Salon de Bruxelles de 1881 est la vingt-cinquième édition du Salon de Bruxelles, exposition périodique d'œuvres d'artistes vivants. Il a lieu en 1881, du 14 août au 16 octobre aux musées royaux des Beaux-Arts de Belgique.
Ce Salon est le dix-septième organisé depuis l'Indépendance de la Belgique en 1831. Les récompenses sont remises sous forme de médailles d'or.  
Le Salon de 1881 a lieu, pour la première fois de son existence, aux musées royaux des Beaux-Arts de Belgique, dans le bâtiment alors appelé « palais des Beaux-Arts » édifié selon les plans de l'architecte Alphonse Balat et inauguré le 1er août 1880 par le roi Léopold II.
Une polémique issue de l'affirmation par un critique d'art qu'un peintre a utilisé de procédés photographiques pour réaliser une de ses œuvres éclate. Il s'agit de l'affaire Van Beers-Solvay qui déploie un champ de tensions entre un artiste, Jan Van Beers, défendant de façon énergique son propre code esthétique et un critique d'art, Lucien Solvay, réclamant une liberté d'expression sans limites.

## Organisation
Pour chaque exposition, les dates et l'organisation générale sont fixées par arrêté royal, sur proposition du ministre responsable. La commission directrice de l'exposition est ensuite nommée par arrêté ministériel, le règlement de l'exposition est également fixé par arrêté ministériel. Chaque Salon est donc géré par une commission directrice distincte.

## Contexte
Ce Salon est le dix-septième organisé depuis l'Indépendance de la Belgique en 1831. Le Salon a lieu, pour la première fois de son existence, aux musées royaux des Beaux-Arts de Belgique, dans le bâtiment alors appelé « palais des Beaux-Arts » édifié selon les plans de l'architecte Alphonse Balat et inauguré le 1er août 1880 par le roi Léopold II. 
L'exposition de 1881 débute le 14 août. Le roi Léopold II et la reine Marie-Henriette assistent à l'ouverture solennelle du Salon.

## Catalogue

### Données générales
Alors que le Salon de 1878 comprenait plus de 1436 numéros, l'édition de 1881 en propose 1328. Les tableaux peints par des femmes sont nombreux. Il y a soixante-quatre exposantes. Cette édition marque également le déclin de la participation étrangère. Les artistes français boudent le salon, les opportunités d'exposer en Belgique leur étant offertes depuis la multiplication de cercles indépendants comme la Société royale belge des aquarellistes qui permet à beaucoup de peintres français d'exposer à Bruxelles.

### Peinture

#### Tonalité générale
Dans son feuilleton hebdomadaire, L'Indépendance belge estime les salles du palais des beaux-arts de la rue de la Régence adaptées et suffisamment étendues pour recevoir les œuvres de peinture et de sculpture. À ses yeux, le nombre de choses médiocres, mauvaises ou détestables est élevé et un espace moins étendu aurait permis au jury d'admission d'opérer des choix sous prétexte de l'exiguïté des lieux. Le quotidien développe son propos en affirmant que le Salon de 1881 est d'une médiocrité affligeante. Les œuvres distinguées, en bien petit nombre, se trouvent noyées dans la masse de toiles insignifiantes ou absolument mauvaises. Pour complaire à des incapables, et sous prétexte de servir leurs intérêts, on discrédite les expositions pour lesquelles l'indifférence du public s'accentue de manière inquiétante.
Le Journal de Bruxelles ne partage pas l'avis aussi radical de son confrère. Sans être exceptionnellement brillante, l'exposition peut être considérée comme valant la bonne moyenne de ses devancières. Nombre de « croûtes » ont dû été refusées par le jury, d'autres ont été admises en dépit de leur valeur artistique négative. Comment faire en effet quand il s'agit de juger certains peintres qui survivent à leur réputation ? De même l'emploi croissant de cadres de velours si chers à certains peintres de la décadence artistique est un exemple de mauvais goût. Enfin, la tendance qui existe en Belgique d'attirer des peintres français en leur accordant des faveurs, sans réciprocité, tend à affaiblir l'originalité et les tendances flamandes de nos peintres.

#### Sélection de peintures

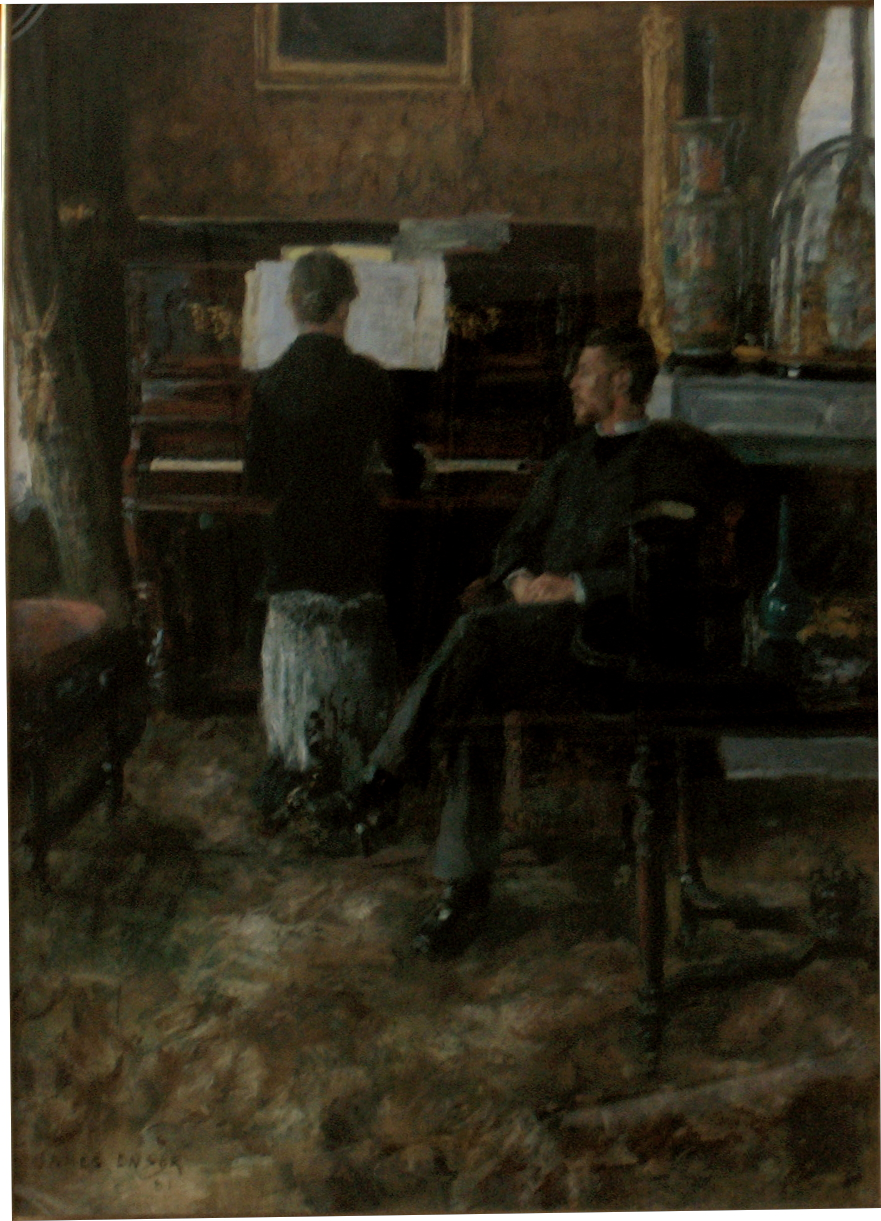
James Ensor, La Musique russe (1881).

Les grandes toiles de l'école belge sont peu nombreuses et sont peu estimées par certains qui les jugent surannées. La plus grande toile de l'exposition est Christophe Colomb à la cour de Ferdinand le catholique et d'Isabelle de Castille du peintre tchèque Václav Brožík, artiste de talent, mais dont les figures du tableau manquent de caractère et présente le héros sous un jour banal et vulgaire. Une autre toile Mort d'Agrippine du parisien Jean-André Rixens est exempte de tout reproche historique.
Bien que les Français ont envoyé des tableaux de mérite, tels Les Foins de Jules Bastien-Lepage, Retour de bal de Henri Gervex, Portrait de la reine Marie-Amélie de Charles Jalabert, ou encore Portait de madame Eva Callimachi-Catargi de Henri Fantin-Latour, le belge Charles Hermans expose Circé, représentant dans des données modernes et réelles le récit d'Homère. Un Portrait de Gaëtan de Somzée à cheval de Émile Wauters est digne d'attention grâce à sa grande allure. Constantin Meunier continue à trouver dans les types ouvriers une féconde source d'inspiration : Lassitude est un morceau de maître. S'il persévère dans cette voie, en se gardant d'exagérer les musculatures, il deviendra le peintre de la race des travailleurs industriels qu'il comprend si bien. Son portrait intitulé Jeanne est compris grandement et exécuté par un vrai artiste.
Pour la première fois, James Ensor est présent au Salon en exposant La Musique russe. Émile Verhaeren explique que représente le peintre Willy Finch assistant à une audition musicale qu'une pianiste lui donne. L'œuvre est plus qu'un portrait. L'auditeur, assis sur une chaise, se croise les jambes, rejette légèrement le corps en arrière, détourne aux trois quarts la tête et, dans cette pose attentive et tendue, écoute. Ce sont des gris délicats rehaussés çà et là d'une couleur plus vive qui constituent l'harmonie en demi-teinte du tableau. Aucun accent violemment sonore, mais une succession de nuances et de touches assourdies comme si la musique frêle étrange, atténuée qu'on est censé entendre commandait à la peinture. La difficulté consistait à réaliser, sans nuire à l'intérêt ni à la joie des yeux, cet art comme à demi-voix. Il fallait qu'on sentit le silence de cet appartement que troublent seuls quelques accords ou quelques chants et qu'à l'exemple de l'unique auditeur on y fût attentif.

#### Paysages, marines, animaux et fleurs
Selon le Journal de Bruxelles, les paysagistes se distinguent, mais les personnalités ne se dessinent pas suffisamment. Adrien-Joseph Heymans est devenu le chef d'une pléiade de peintres qui, à son exemple, cherchent et trouvent la lumière sans repoussoirs et qui rendent sensible l'enveloppement des objets par l'air, ils ont pour objectif le mouvement et la vie, et l'étude sincère de la vie remplace chez eux les recettes et les poncifs d'atelier. Son Effet de pluie est réussi, mais manque un peu de coloration. Jacques Rosseels mérite la médaille d'or, surtout pour sa Crique en Flandre, tandis qu'Euphrosine Beernaert continue à suivre avec succès une voie bien personnelle. Elle recherche le côté robuste de la nature.
Parmi les marinistes, on retrouve toujours fidèles au poste Arthur Bouvier, dont L'Approche de la tempête est très réussie, très fraîche et lumineuse, le peintre continuant à peindre avec une sincérité rare et Louis Artan de Saint-Martin et son Clair de lune ; Breskens, d'une excellente impression pleine de poésie. François Musin et son fils Auguste semblent étudier les eaux dans un bassin de lessive, tandis que Hendrik Willem Mesdag, artiste remarquable n'est pas heureux dans ses dernières expositions. Dans La Collision ; effet du soir, ses bateaux sont trop noirs, trop découpés et mal enveloppés.
Les peintres animaliers belges sont nombreux à l'exposition, où l'on retrouve le vétéran Louis Robbe, le premier qui ait rompu avec la peinture ankylosée et anticoloriste d'Eugène Verboeckhoven ne dédaigne pas d'exposer encore à côté des jeunes, quelles que soient les critiques auxquelles on s'expose quand on se place à côté d'un art nouveau et turbulent. Joseph Stevens a repris le chemin des expositions avec son Intrus qui possède ses qualités habituelles. Alfred Verwée présente deux œuvres : Animaux au bord du fleuve, un peu crus de couleur, et Chevaux en prairie, où il a retrouvé sa belle coloration. Henri Schouten est doué d'une facilité qui le perdra artistiquement parlant. Il n'étudie pas suffisamment la nature et ne recherche pas suffisamment. Paul Friedrich Meyerheim de Berlin expose Les Lions et Les tigres. Il règne beaucoup de discrétion dans l'exécution des chevaux d'Otto von Thoren, peintre distingué. Alexandre Clarys promet pour l'avenir avec Portrait de chien et Un coin du marché aux chevaux.
L'école d'Alfred Stevens compte beaucoup d'élèves, surtout des demoiselles peignant notamment des fleurs, dont Louise Desbordes et Georgette Meunier qui peint habilement. Eugène Cauchois a également envoyé Collision, un tableau représentant des fleurs jaunes et rouges, tandis qu'Emma De Vigne expose Coquelicots et Tournesols, Emma Capesius propose des Œillets et Alix d'Anethan des Hortensias. L'aquarelliste François Charette-Duval expose Fleurs, fruits et accessoires.

### Galerie d'œuvres exposées au Salon de Bruxelles de 1881

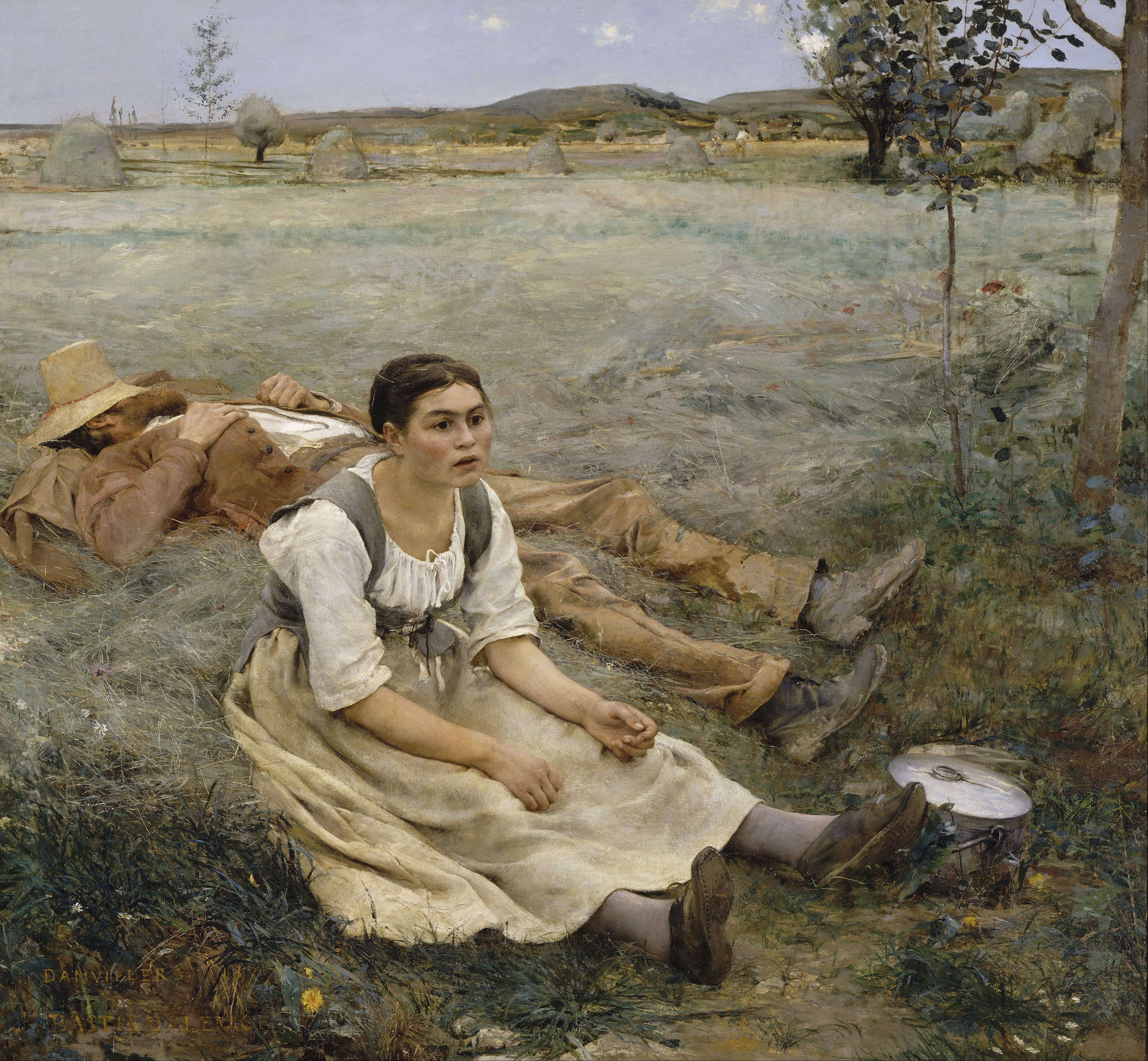
Jules Bastien-Lepage, Les Foins (1877).
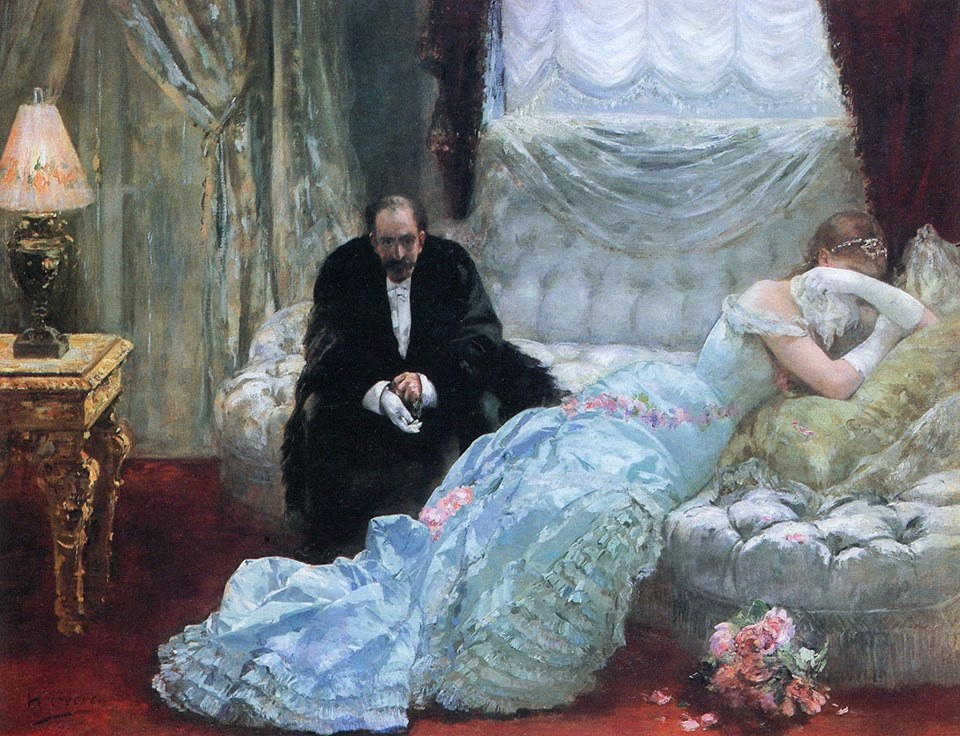
Henri Gervex, Retour de bal (vers 1879).
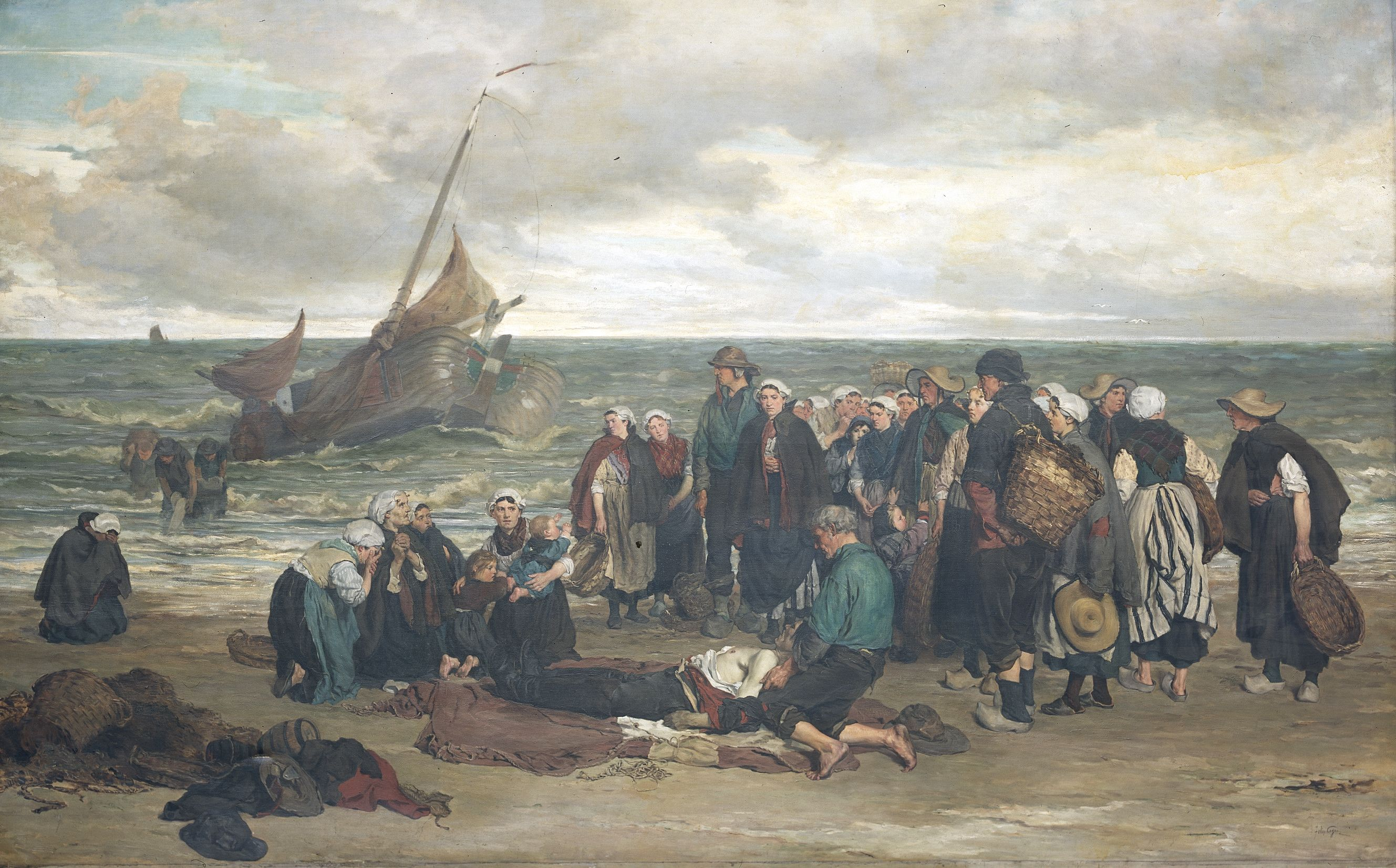
Félix Cogen, Les Naufragés (1880).
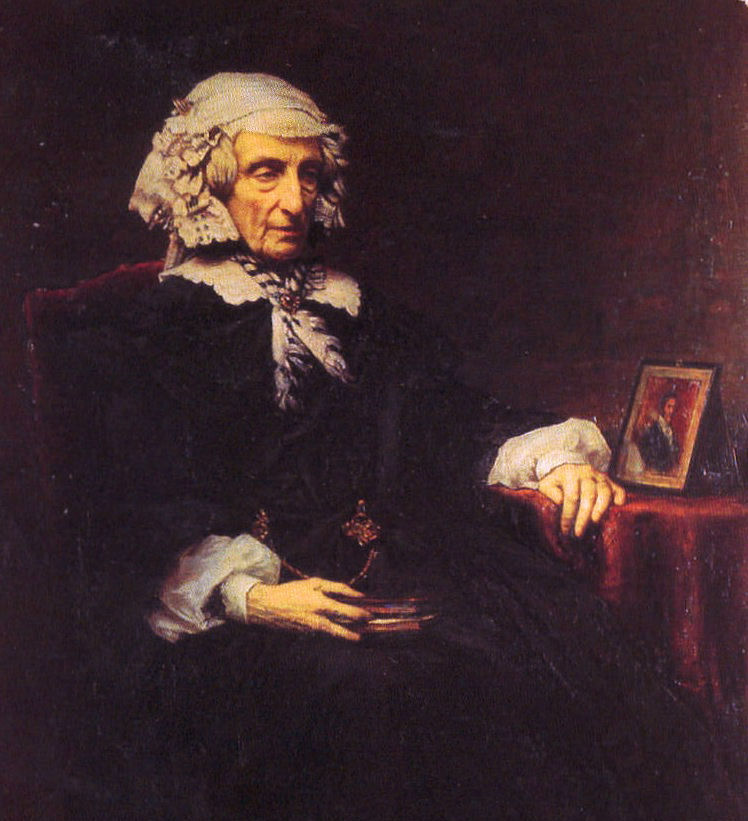
Charles Jalabert, Portrait de la reine Marie-Amélie (1880).
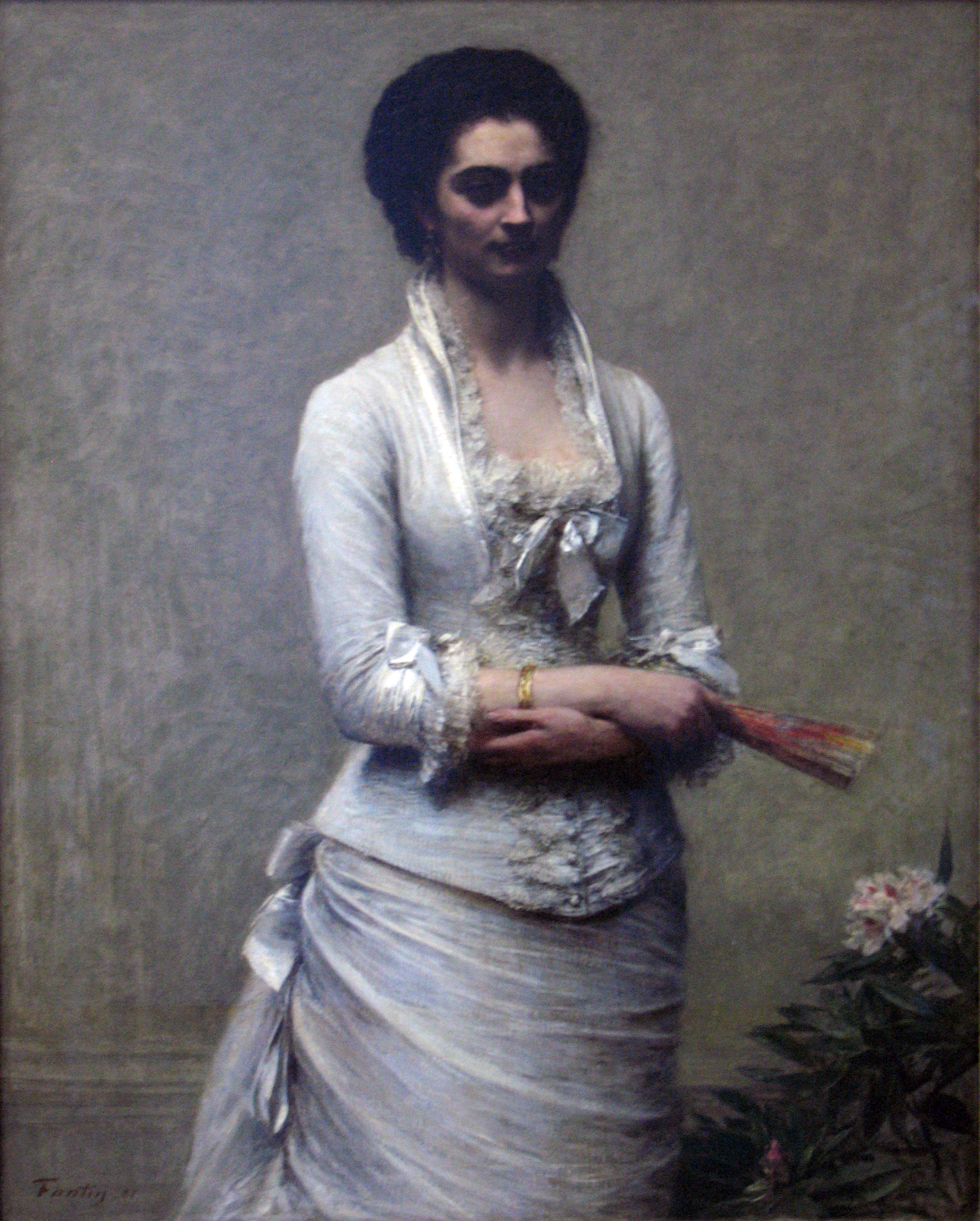
Henri Fantin-Latour, Portrait d'Eva Callimachi-Catargi (1881).
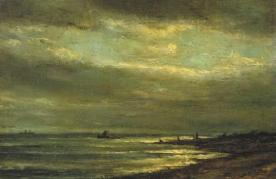
Louis Artan de Saint-Martin, Clair de lune ; Breskens (vers 1880).
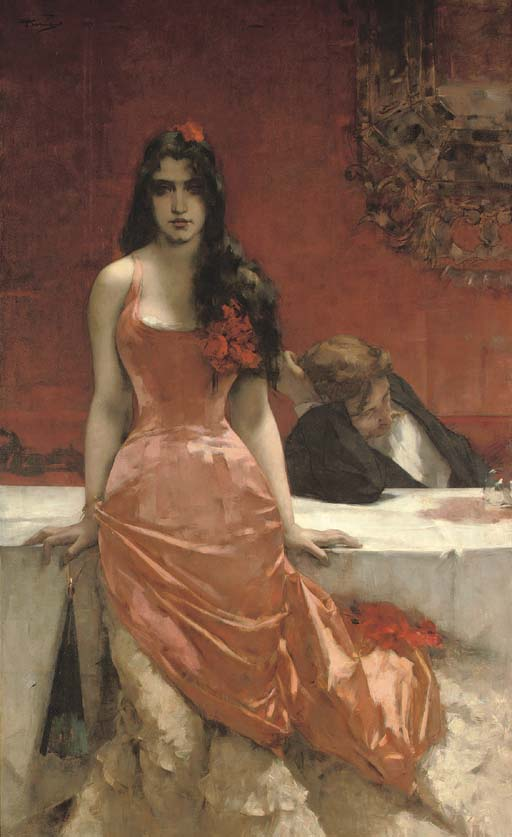
Charles Hermans, Circé (1880-81).
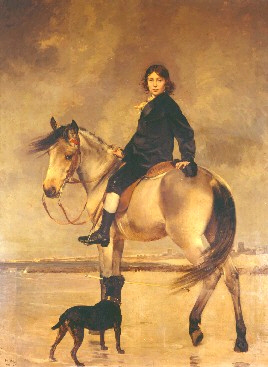
Émile Wauters, Portrait de Gaëtan de Somzée à cheval (1880).
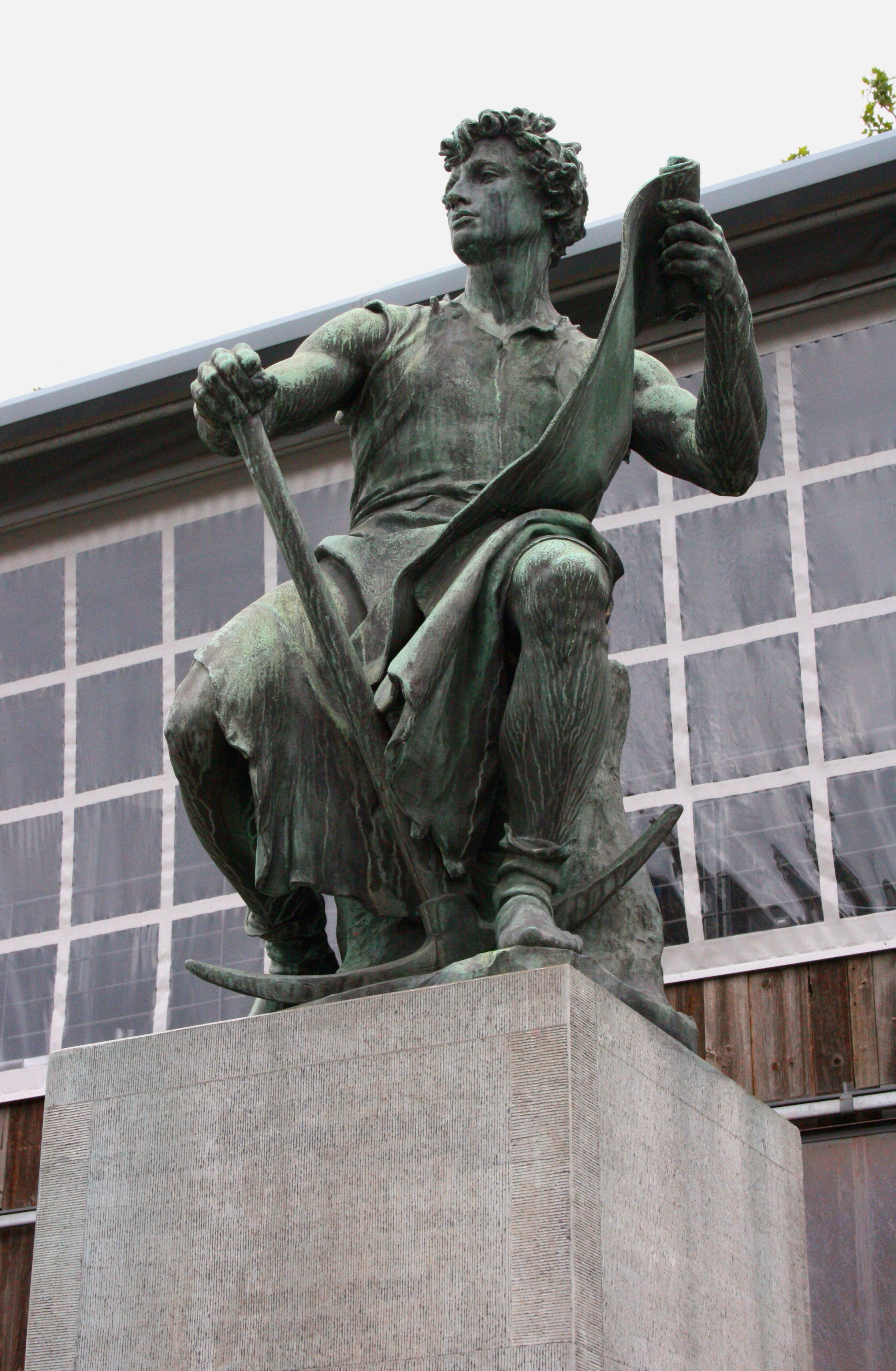
Guillaume De Groot, Le Travail (1879).
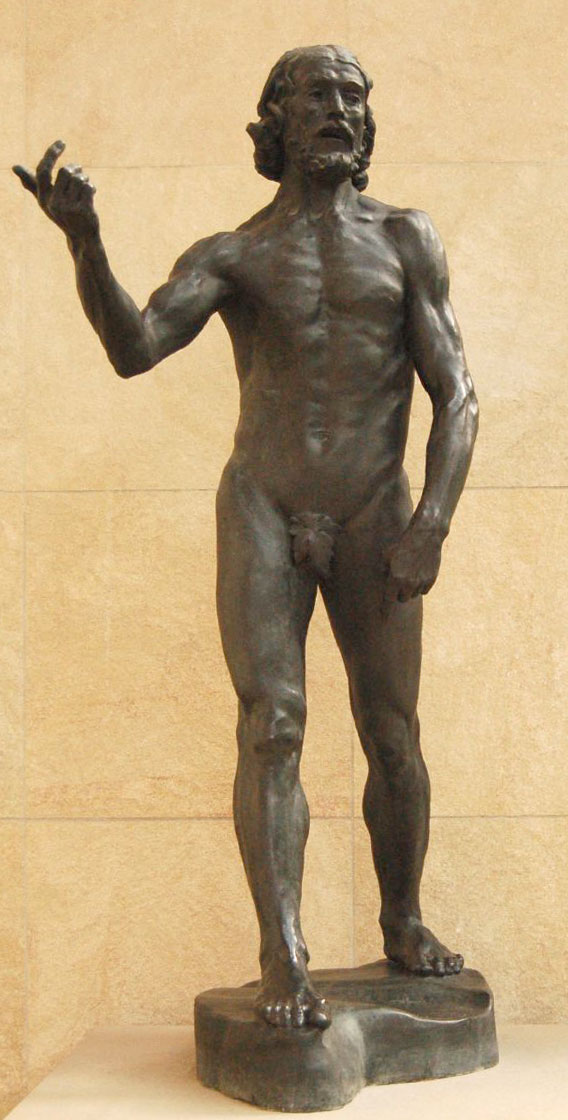
Auguste Rodin, Saint Jean prêchant.

### Sculpture et gravure

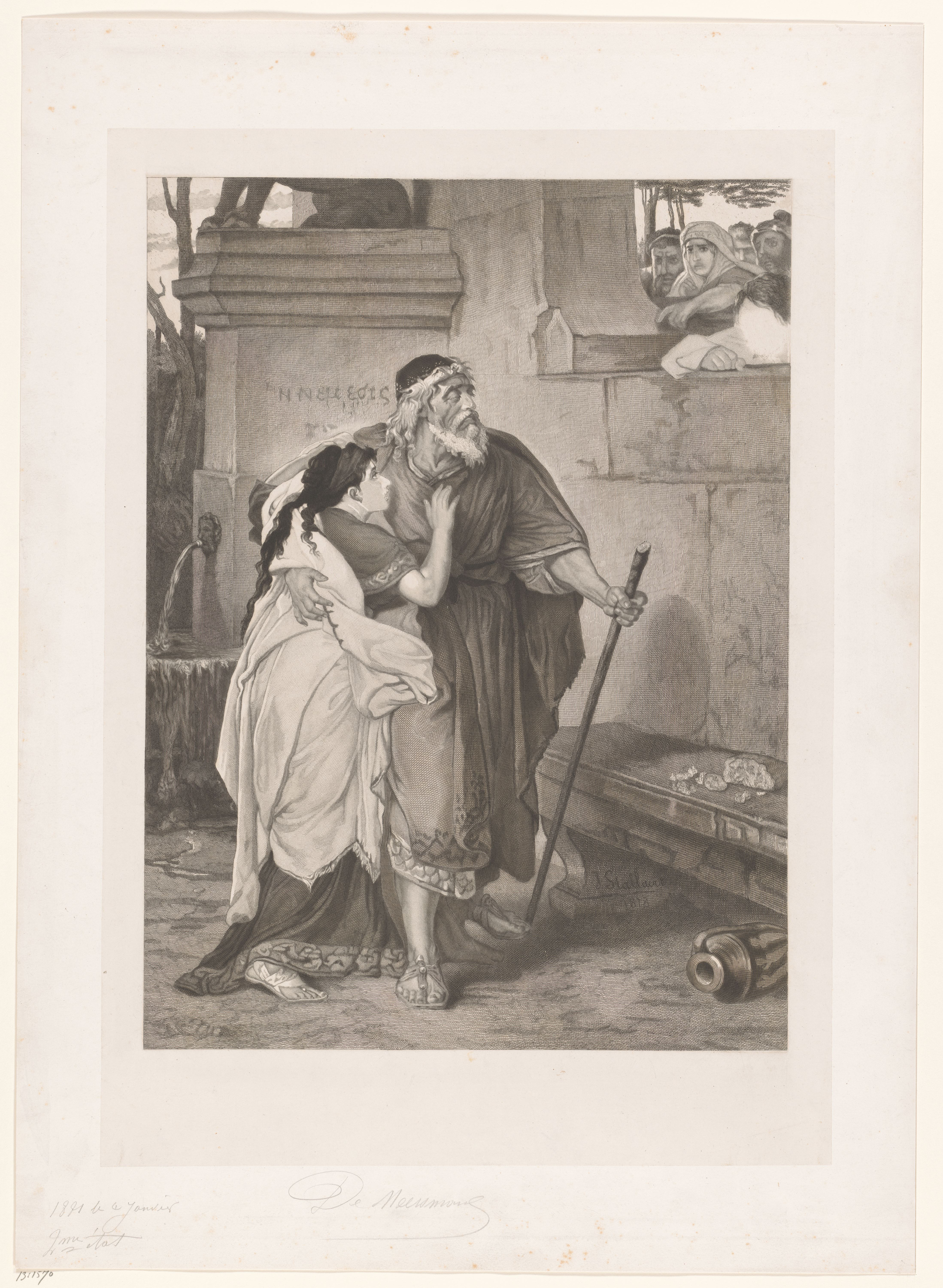
Œdipe aveugle conduit par Antigone, gravure de François De Meersman d'après le tableau de Joseph Stallaert, médaille d'or.

Selon L'Indépendance belge, Le Travail de Guillaume De Groot prime sur toutes les autres sculptures par son caractère et ses proportions. Il est conçu dans des idées modernes . La figure a de l'ampleur, une énergie dans le calme, propre aux puissantes organisations physiques et morales. Un Baiser, groupe de Jef Lambeaux, attire l'attention des visiteurs, loué par les uns et critiqué par les autres en raison de son réalisme mal interprété. Saint Jean prêchant d'Auguste Rodin présente une nudité absurde et inconvenante. Joseph Pollard expose Oiseaux prisonniers, d'une grâce un peu maniérée.
La gravure est peu mise en évidence, mais elle est, selon L'Indépendance belge, dignement représentée par les artistes étrangers Alphonse François et Alphonse Lamotte, tous deux de Paris et Edouard Büchel de Dresde. Les graveurs belges les plus remarqués sont : Joseph Franck, Auguste Danse et Gustave Joseph Biot. Tandis que le catalogue mentionne notamment les noms de François De Meersman, Joseph Demannez, David Joseph Desvachez et Jean Baptiste Meunier.

## Polémique

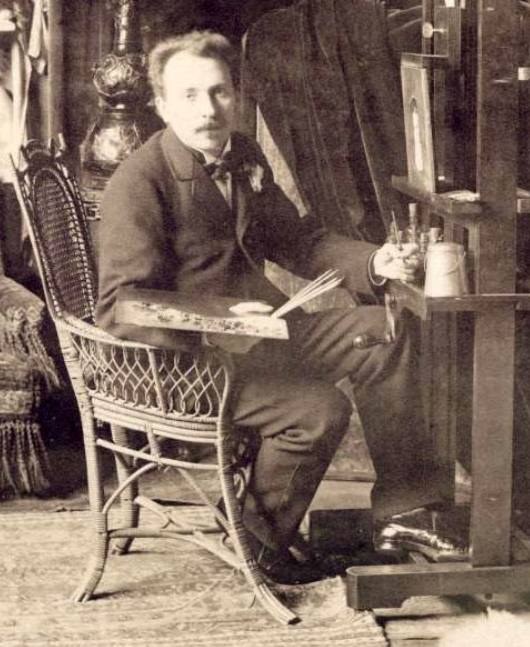
Jan Van Beers dans son atelier à Paris (1885-1890).

Jan Van Beers, exposant deux toiles La Sirène, représentant un yacht, et Lily, est accusé par trois critiques d'art – Lucien Solvay, Max Sulzberger et Georges de Mons (probablement le pseudonyme de Georges Verdavaine) – d'avoir eu recours à des techniques photographiques pour réaliser ses œuvres. En réaction, Jan Van Beers propose publiquement de procéder au grattage et de recourir à l'analyse de ses toiles par des experts reconnus en Belgique et à l'étranger et de leur verser le prix 10000 et 20000 francs si la moindre trace de photographie est décelée, au cas contraire, ces sommes seraient versées à la caisse de secours des artistes peintres de Bruxelles. 
Les trois critiques refusant cette proposition, Jan Van Beers les menace d'un procès en diffamation. Seul Lucien Solvay demeure sur ses positions. Le 15 septembre 1880, un jury officieux composé de Jean De Rongé président du Cercle artistique et littéraire de Bruxelles, de Jean-François Portaels, directeur de l'Académie des Beaux-Arts, de Charles Verlat, professeur à l'Académie d'Anvers, de Théodore Swarts, professeur de chimie à l'Université de Gand, de Léonce Rommelaere, professeur de photographie et chimiste à Bruxelles, ainsi que de deux experts en peinture, innocente unanimement le peintre qu'il déclare être « un honnête homme ». 
Jan Van Beers s'adresse aux tribunaux afin d'intenter un procès en diffamation contre Lucien Solvay, en raison de son honneur mis en cause et de la nuisance que le critique portait à son commerce. Les parties adverses font appel à de brillants avocats : Paul Janson pour le peintre, Jules Lejeune et Alfred Moreau pour le critique d'art. Dans un climat soulevant les passions, le jugement est rendu en faveur de Lucien Solvay le 31 janvier 1882, estimant légitime le droit à la critique et que l'honneur du peintre, en dépit du bruit soulevé par la presse, est demeuré intact. Selon Katrien Dierckx, l'affaire Van Beers-Solvay « récemment redécouverte, déploie un champ de tensions entre un artiste défendant de façon acharnée son propre code esthétique et un critique d'art réclamant une liberté d'expression sans limites. »

## Résultats

### Ordre de Léopold
Après l'exposition historique des beaux-arts de Bruxelles marquant le cinquantenaire de l'Indépendance belge en 1880, 47 artistes avaient été nommés dans l'ordre de Léopold par un arrêté royal du 4 mai 1881. Le Salon de 1881, auquel beaucoup de ces mêmes sculpteurs et peintres ont participé, ne donne lieu à aucune nouvelle élévation dans l'ordre.

### Médailles d'or

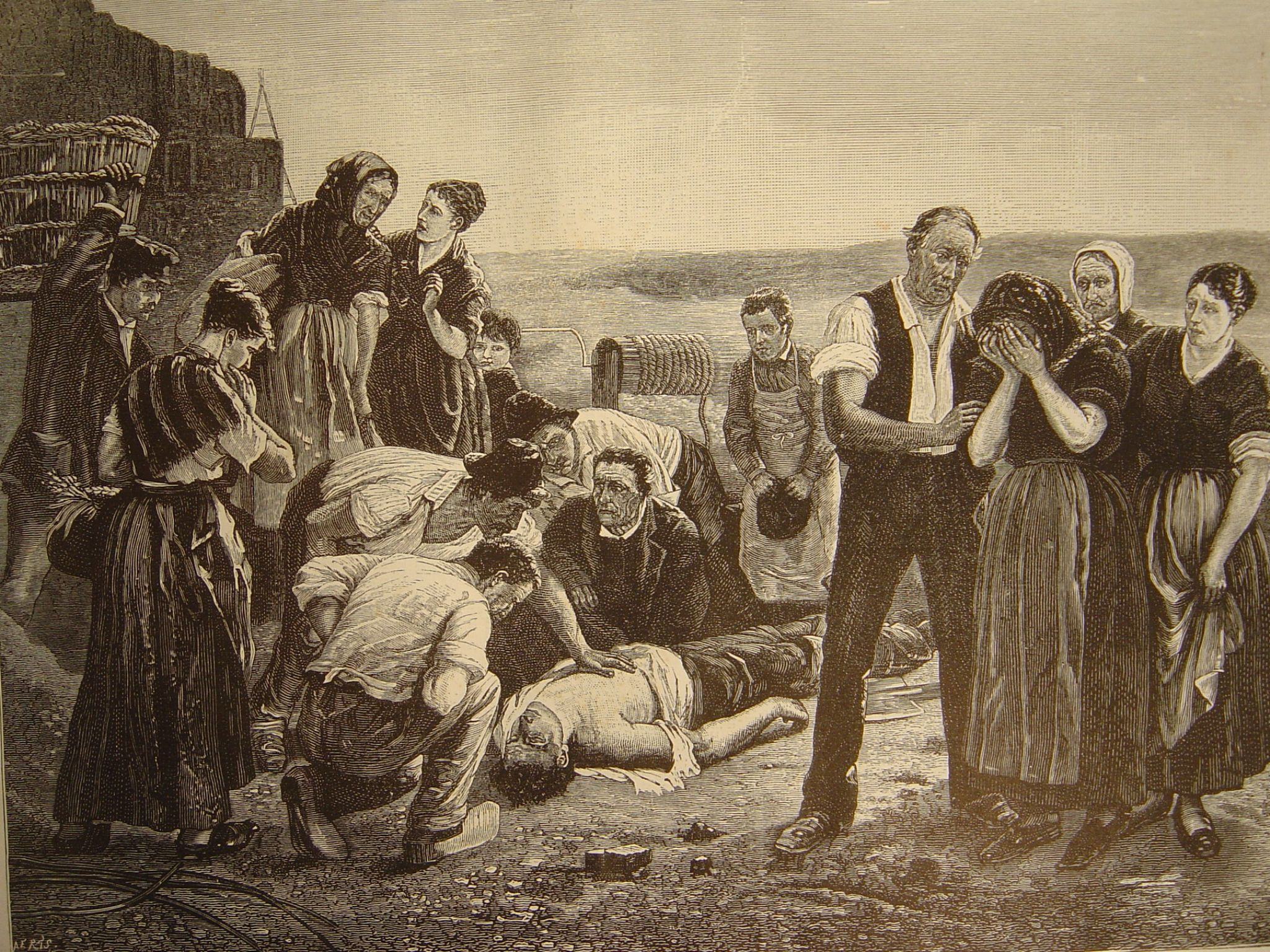
La Mort du puisatier gravure d'après le tableau d'Émile Sacré, médaille d'or.

Sur proposition du jury des récompenses au gouvernement, quatorze médailles d'or, sont décernées, en vertu de l'arrêté royal du 19 septembre 1881, aux artistes suivants « qui ont fait preuve du talent le plus distingué », : 
- sept pour la peinture : Xavier Mellery (Une vente à l'encan au XVIe siècle), Jacques Rosseels (Paysages en Campine), Émile Sacré (La Mort du puisatier), Henri Van der Hecht (Un verger), Piet Verhaert (Intérieur de ferme flamande), Henri Van Seben (Hivers en Hollande) et Franz Meerts (Rossini enfant) ;
- quatre pour la sculpture : Jean-Antoine Injalbert (Christ en croix), Alphonse de Tombay (Jeune fille à la source), Jef Lambeaux (Le Baiser), Antoine Van den Kerckhove dit Nelson (Statue de Chapuis) ;
- une pour la gravure : François De Meersman ;
- deux pour l'architecture : Charles Licot et Edmond Serrure.

### Catalogue
- Catalogue, Exposition générale des Beaux-Arts de 1881, catalogue explicatif, Bruxelles, Adolphe Mertens, 1881, 171 p. (lire en ligne).